# Frederiksen
Frederiksen ist ein Familienname.

## Herkunft und Bedeutung
Frederiksen ist ein patronymisch gebildeter dänischer Familienname mit der Bedeutung „Sohn des Frederik“ (dt. Friedrich „friedlicher Herrscher“, „Friedensfürst“). Die norwegische Form des Namens ist Fredriksen, die schwedische Fredriksson.

## Namensträger
- Abel Frederiksen (* 1881), grönländischer Landesrat
- Annette Frederiksen (1954–2022), dänische Fußballspielerin
- Anthon Frederiksen (* 1953), grönländischer Politiker
- Bendt Frederiksen (1939–2012), grönländischer Politiker und Jäger
- Birgitte Frederiksen (* 1963), dänische Fußballspielerin
- Børge Frederiksen (* um 1920), dänischer Badmintonspieler
- Christian Frederiksen (* 1965), dänisch-norwegischer Kanute
- Claus Hjort Frederiksen (* 1947), dänischer Politiker
- Emil Frederiksen (* 2000), dänischer Fußballspieler
- Fergie Frederiksen (1951–2014), US-amerikanischer Sänger
- Gerda Frederiksen (1904–nach 1932), dänische Badmintonspielerin
- Helle Frederiksen (* 1981), dänische Triathletin
- Holger Frederiksen (1881–1936), dänischer Fußballspieler
- Ib Frederiksen (Politiker) (1927–2018), dänischer Politiker (Socialdemokraterne)
- Ib Frederiksen (* 1964), dänischer Badmintonspieler
- Jens B. Frederiksen (* 1967), grönländischer Politiker (Demokraatit), Polizist und Unternehmer
- Joel Frederiksen (* 1959), US-amerikanischer Bassist und Lautenist
- Joy-Maria Frederiksen (* 1964), dänische Schauspielerin
- John Frederiksen (* 1996), färöischer Fußballspieler
- Johnny Frederiksen (* 1975), dänischer Curler
- Karen Marie Kyed Frederiksen (* 1973), grönländische Politikerin (Demokraatit)
- Kasper Frederiksen (* 1890), grönländischer Landesrat
- Katti Frederiksen (* 1982), grönländische Schriftstellerin, Dichterin und Sprachwissenschaftlerin
- Lars Frederiksen (* 1971), US-amerikanischer Punkmusiker
- Martin W. Frederiksen (1930–1980), britischer Althistoriker australischer Herkunft
- Mette Frederiksen (* 1977), dänische Politikerin, Vorsitzende und Ministerpräsidentin
- Niels Frederiksen (* 1970), dänischer Fußballtrainer
- Niels Christian Frederiksen (1840–1905), dänischer Nationalökonom
- Nikolai Baden Frederiksen (* 2000), dänischer Fußballspieler
- Ove Frederiksen (1884–1966), dänischer Tennisspieler
- Ruth Frederiksen (1912–nach 1942), dänische Badmintonspielerin, siehe Ruth Dalsgaard
- Søren Frederiksen (Fußballspieler, 1972) (* 1972), dänischer Fußballspieler
- Søren Frederiksen (Fußballspieler, 1989) (* 1989), dänischer Fußballspieler
- Suka K. Frederiksen (1965–2020), grönländische Politikerin (Siumut)
- Svend Frederiksen (1906–1967), dänisch-grönländisch-US-amerikanischer Eskimologe